# Genosse Münchhausen
Genosse Münchhausen ist eine kabarettistische Filmsatire von und mit Wolfgang Neuss. Der Film lief am 24. Juni 1962 in Berlin an.

## Handlung
Der Bauer Oskar Puste beackert bei Helmstedt auf der westdeutschen Seite der innerdeutschen Grenze mit Pferd und Pflug sein kleines Stückchen Land, das seit der deutschen Teilung noch ein wenig kleiner geworden ist. Auf der gegenüberliegenden Seite der Demarkationslinie ist der sozialistische Bauer Altmann zugange, der mit einem „volkseigenen“ Traktor nunmehr Bauer Pustes „sozialistisch“ gewordene Ackerfläche für die LPG bestellt. Der Parteiauftrag Walter Ulbrichts, dem zufolge der Sozialismus den Kapitalismus in allen Belangen überholen soll, nimmt der Agrargenosse von drüben wörtlich.
Es entspinnt sich ein Wettstreit zwischen den zwei Landwirten, der zugleich zu einem zwischen den Systemen ausartet. Ehe der ideologische Kampf eskalieren kann, lässt sich Bauer Puste von einem gewissen Herrn Biese von einem ominösen ‘Forschungszentrum West’ als Spion anwerben. Puste, der im letzten Krieg Luftwaffenpilot war, solle, so Biese, „das Wetter zwischen Wladiwostok und Aserbaidschan“ erkunden, in Wirklichkeit aber für einen westlichen Geheimdienst einen Aufklärungsflug starten. Mit einem auf den Namen Pjotr Wanowitsch ausgestellten Pass fliegt Puste in die Sowjetunion, wo er abgeschossen wird und mit dem Fallschirm auf einem Feld landet. Da er seit der Zeit als sowjetischer Kriegsgefangener leidlich russisch spricht, findet sich Puste in der Sowjetunion rasch zurecht. In der Folgezeit muss er sich als Maisbauer, Busfahrer, Schachtrainer, Packer, Holzfäller, Fischer, Fußballer und Gepäckträger durchschlagen. Schließlich findet er sich in einem Ausbildungslager für Kosmonauten wieder und wird mit zwei anderen Sowjets in eine Rakete gesetzt. Das Ziel: der Planet Venus.
Da es mit der bemannten Raumfahrt der Russen nicht allzu weit her ist, landet das Raumschiff an einem Nacktbadestrand der Insel Sylt. Die Kosmonauten werden von den Syltern für eine Clownstruppe des sowjetischen Staatszirkus gehalten. Und während sich die beiden Russen in der kapitalistischen Ferne so fremd fühlen wie auf der Venus, macht sich Bauer Puste rasch aus dem Staub. Schließlich landet er auf seinem früheren, jetzt verstaatlichten ostdeutschen Besitz, wo er sich niederlässt.

## Produktion
Der Film wurde vom 1. Oktober 1961 bis 19. Januar 1962 gedreht. Die Drehorte waren Kampen (Sylt), Hamburg, Berlin und die Umgebung von Helmstedt.
Wie Wolfgang Neuss 1962 erzählte, habe er für die Produktion finanzielle Unterstützung in Höhe von 178.000 Mark durch den Staat (Bundeszentrale für Heimatdienst) erhalten, nachdem er auf Sylt den damals dort urlaubenden Innenminister Gerhard Schröder diesbezüglich angesprochen habe. Ein weiterer Geldgeber war Gerd Bucerius, ebenfalls von der CDU, der 30.000 Mark beisteuerte.
Unter dem Pseudonym Genosse Münchhausen hatte Neuss Anfang 1962 auch ein Inserat in der Zeitung Der Abend geschaltet, in dem er den Mörder des Fernsehkrimis Das Halstuch verriet.
Die Fernseherstausstrahlung von Genosse Münchhausen erfolgte am 16. Juni 1984 im Dritten Programm des NDR.

## Kritik
Das große Personenlexikon des Films schrieb in der Biografie von Wolfgang Neuss: „Mit „Wir Kellerkinder“ und „Genosse Münchhausen“, zwei Stoffen, die nach eigenem Buch bzw. in eigener Regie Anfang der 60er Jahre entstanden, versuchte Neuss erstmals, mit sich in der jeweiligen Hauptrolle, Kabarett filmbar zu machen.“
Das Lexikon des internationalen Films urteilte über Genosse Münchhausen: „Der kabarettistisch aufgezogene politische Filmversuch von Wolfgang Neuss hat die Spaltung Deutschlands zum Thema […] woraus sich […] ein mit vielen Worten und filmischen ‘Gags’ verknatterndes, kurzatmiges Feuerwerk entwickelt.“
Der Onlineauftritt von Cinema befand: „Kluge Sketch-Komik, aber wenig filmisch.“